# Ironman Vitoria-Gasteiz
Der Ironman Vitoria-Gasteiz ist eine erstmals am 14. Juli 2019 in Vitoria-Gasteiz in Spanien über die Ironman-Distanz (3,86 km Schwimmen, 180,2 km Radfahren und 42,195 km Laufen) ausgetragene Triathlon-Sportveranstaltung.

## Organisation
Der „Ironman Vitoria-Gasteiz“ in der nordspanischen Region ist Teil der Ironman-Weltserie der World Triathlon Corporation (WTC), einem Tochterunternehmen der chinesischen Wanda-Group.
Aus dem im spanischen Baskenland etablierten Triathlon Vitoria-Gasteiz über die Mittel- und Langdistanz wird ab 2019 der Ironman Vitoria-Gasteiz.

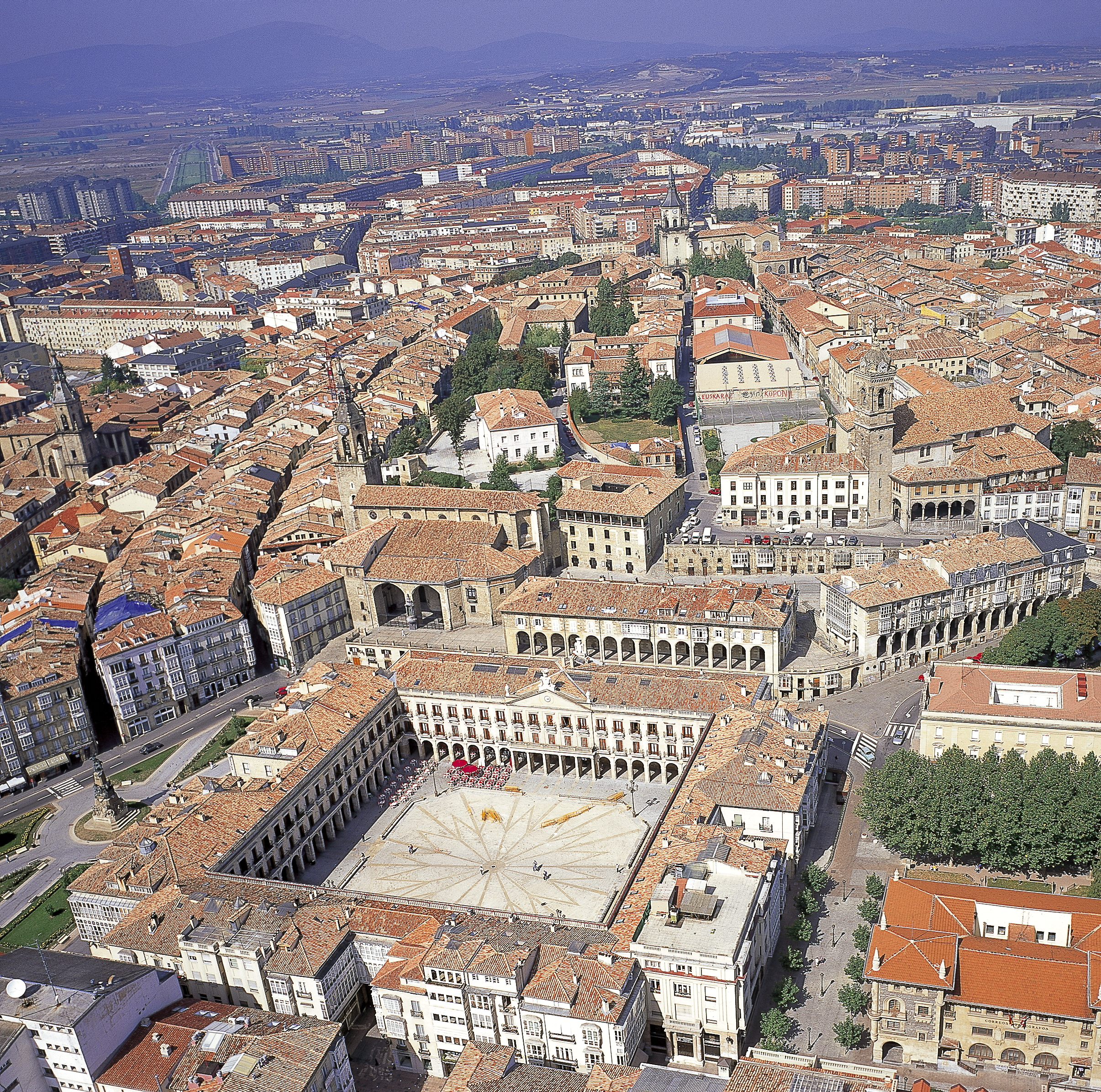
Blick auf Vitoria-Gasteiz

Das Rennen in Vitoria-Gasteiz ist neben dem Ironman Lanzarote (Mai) und Ironman Barcelona (September/Oktober) das dritte in Spanien auf der Ironman-Distanz.
Das Rennen ist Teil der Ironman Pro Series und bietet jeweils drei Qualifikations-Slots für die Ironman-Weltmeisterschaften.
Profi-Triathleten, die hier um die 40.000 US-Dollar Preisgeld kämpfen, können sich für den mit insgesamt 650.000 US-Dollar ausgeschriebenen Wettkampf in Hawaii über das Kona Pro Ranking System (KPR) qualifizieren.
In Vitoria-Gasteiz erhalten Sieger und Siegerin je 2000 Punkte, weitere Platzierte eine entsprechend reduzierte Punktzahl.

Zum Vergleich: Der Sieger auf Hawaii erhält 8000 Punkte, die Sieger in Frankfurt, Texas, Florianópolis, Cairns und Port Elizabeth jeweils 4000, bei den übrigen Ironman-Rennen entweder 1000 oder 2000 Punkte.
2020 wurde hier keine Rennen ausgetragen. 2022 waren hier bei den Frauen keine Profis am Start. Der Australier Nicholas Kastelein stellte mit seiner Siegerzeit von 7:52:50 h einen neuen Streckenrekord ein.
Im Juli 2025 waren nur bei den Frauen Profis am Start und den Sieg holte sich die Schweizerin Julie Derron, die hier im Juli bei ihrem erst zweiten Start auf der Langdistanz in 8:21:48 Stunden einen neuen Streckenrekord einstellte.

### Streckenverlauf
- Die 3,8 Kilometer lange Schwimmdistanz wird im Stausee von Ullíbarri-Gamboa ausgetragen.
- Von dort führt die 180 Kilometer lange Radstrecke über zwei Runden und 2500 Höhenmeter durch die Álava-Region, welche von den Elguea-Bergen eingerahmt werden.
- Der abschließende Marathon führt über weite Teile durch die mittelalterliche Altstadt von Vitoria-Gasteiz.

## Siegerliste
| Datum/Jahr    | Männer                    | Männer               | Männer                      | Frauen                  | Frauen           | Frauen            |
| Datum/Jahr    | Erster Platz              | Zweiter Platz        | Dritter Platz               | Erster Platz            | Zweiter Platz    | Dritter Platz     |
| ------------- | ------------------------- | -------------------- | --------------------------- | ----------------------- | ---------------- | ----------------- |
| 2026          |                           |                      |                             |                         |                  |                   |
| 13. Juli 2025 | Julian Philipp Becker     | Jacob Lind Knudsen   | Maciej Ogrodnik             | Julie Derron (SR)       | Lottie Lucas     | Marjolaine Pierré |
| 14. Juli 2024 | Antonio Benito López (SR) | David McNamee        | Cameron Wurf                | Katrina Matthews        | Els Visser       | Ruth Astle        |
| 16. Juli 2023 | Gwénaël Changeon          | David Mendes Mercado | Nicolas Durif               | Gurutze Frades Larralde | Svenja Thoes     | Els Visser        |
| 10. Juli 2022 | Nicholas Kastelein        | Cameron Wurf         | Dominik Sowieja             | Hanna de Sousa          | Beatrix Cser     | Eva Marie Hering  |
| 12. Sep. 2021 | Yannick Matejicek         | Vanrisch McLean      | Jorge Borderias Abel Olivar | Sera Sayar              | Davina Greenwell | Anja Rehlinger    |
| 14. Juli 2019 | Eneko Llanos              | Joshua Amberger      | Peru Alfaro                 | Heather Jackson         | Nina Derron      | Judith Corachán   |